# 奥廖娜·霍姆罗娃
奥廖娜·尼古拉耶芙娜·霍姆罗娃（烏克蘭語：Олена Миколаївна Хомрова，1987年5月16日—），乌克兰女子击剑运动员，主攻佩剑。她曾参加2008年夏季奥林匹克运动会，在女子团体佩剑项目上获得一枚金牌。